# Берестовский (хутор)
Бе́рестовский — хутор в Куйбышевском районе Ростовской области.
Входит в состав Куйбышевского сельского поселения.

## Население
| 2010 |
| ---- |
| 71   |

По данным переписи 1926 года по Северо-Кавказскому краю, на хуторе числилось 51 хозяйство и 299 жителей (145 мужчин и 154 женщины), из которых все 273 — украинцы.

## Улицы
- ул. Новая,
- ул. Октябрьская,
- пер. Центральный.